# Doraemon no Uta
"Doraemon no Uta" (ドラえもんのうた?) es la canción de tema de apertura de la serie japonesa de dibujos animados Doraemon entre 1979 y 2005. La letra fue escrita por Takumi Kusube y la serie por Shunsuke Kikuchi. La cantante original es Kumiko Ōsugi.
En el desarrollo de la serie, el tema de apertura ha sido interpretado por varios artistas:
|    | Intérprete                | Fecha de inicio      | Primer episodio              | Fecha de finalización    | Episodio final                |
| -- | ------------------------- | -------------------- | ---------------------------- | ------------------------ | ----------------------------- |
| 1. | Kumiko Ōsugi              | 2 de abril de 1979   | Episodio 1                   | 2 de octubre de 1992     | Episodio 1199                 |
| 2. | Satoko Yamano             | 9 de octubre de 1992 | Episodio 1200                | 20 de septiembre de 2002 | Episodio 1681                 |
| 3. | Tokyo Purin (東京プリン?) | 4 de octubre de 2002 | Episodio 1682                | 11 de abril de 2003      | Episodio 1705                 |
| 4. | Misato Watanabe           | 18 de abril de 2003  | Episodio 1706                | 23 de abril de 2004      | Episodio 1752                 |
| 5. | AJI                       | 30 de abril de 2004  | Episodio 1753                | 18 de marzo de 2005      | Episodio 1787                 |
| 6. | 12 Girls Band             | 5 de abril de 2005   | Episodio 1 (Versión de 2005) | 21 de octubre de 2005    | Episodio 24 (Versión de 2005) |